# 香港打吡大賽
（簡稱：「香港打吡」），有時被誤寫成「香港打比大賽」，是香港賽馬其中一項重要錦標，由香港賽馬會舉辦，2016/2017年度馬季起成為香港賽馬會四歲馬經典賽事系列尾關賽事，為香港本地一級賽（表列賽）。
此項賽事祇限在港受訓四歲馬參與，草地途程為2000米，每年3月於沙田馬場舉行，2024/2025年度馬季總獎金為2600萬港元，是香港賽馬最高獎金的表列賽。雄馬負124磅，閹馬負126磅，及雌馬負122磅（香港自由身騎師所策騎的馬匹不獲減磅優惠）。2003/2004年度馬季直至2011/2012年度馬季，此項賽事獲得汽車公司Mercedes-Benz汽車香港有限公司冠名贊助，當時賽事正式名稱為「Mercedes-Benz香港打吡大賽」。2012/2013年度馬季開始，此項賽事改為獲得汽車公司寶馬汽車香港有限公司冠名贊助，故賽事現時官方名稱為「寶馬香港打吡大賽」（英語：BMW Hong Kong Derby）。該賽事於2022/2023年度馬季與女皇銀禧紀念盃在同日舉行。

## 簡介

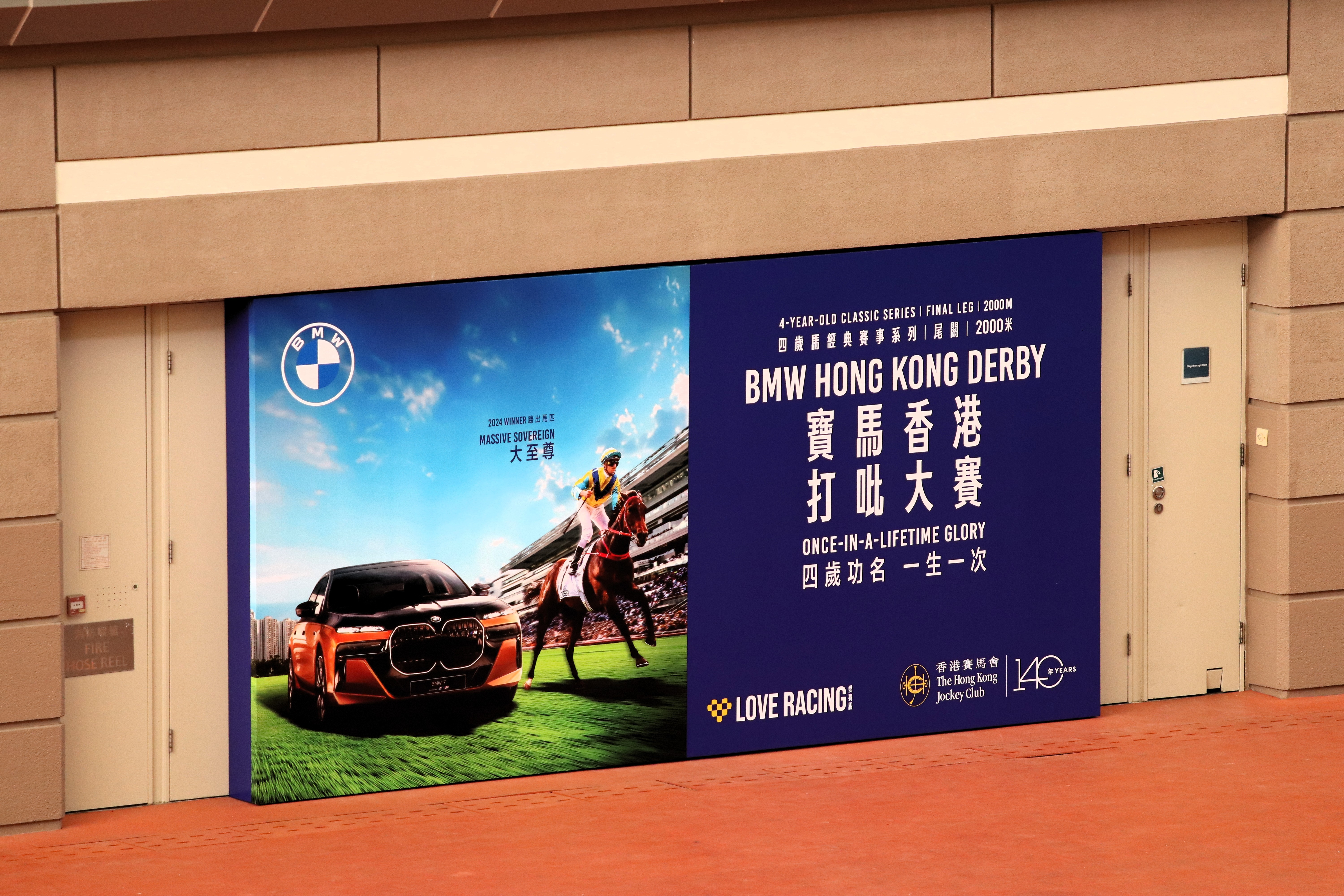
四歲馬經典賽事系列尾關香港打吡大賽，乃被譽為「四歲功名，一生一次」的香港馬壇盛事，2025年3月23日攝於沙田馬場

### 參賽資格
於1981年以前，參賽資格為不限馬齡的該馬季新馬出戰。自1981年起，改為四歲馬限定出賽的賽事，並沿用至今。而此賽為定磅賽，閹馬負126磅，雄馬124磅及，雌馬122磅。
1980至1981年度馬季起，馬會參照英國葉森打吡大賽乃至世界各地打吡賽事只准三歲馬角逐的規則，規定香港打吡大賽只限於香港訓練的四歲馬參賽，香港打吡大賽亦遂被譽為「四歲功名，一生一次」的香港馬壇盛事。有別於葉森打吡大賽，香港打吡大賽的四歲馬參賽規則是因應香港賽馬的客觀環境而訂定。因為香港匯集了來自世界各地的賽駒，包括來自南半球的國家（如澳洲、紐西蘭）和北半球的國家（如英國、法國、愛爾蘭），而非像其他國家（例如日本、澳紐）般由單一國家出生的賽駒主導；而牠們的成長程度不一，以及海外購入的三歲馬需要充分時間適應香港水土。為確保賽事公平，馬會傾向讓馬匹成長至四歲方准許牠們參與打吡大賽，以確保賽駒在相近的成長程度和情況下競逐賽事。

### 出賽
香港打吡大賽為四歲馬經典賽事系列尾關賽事。而能夠取得香港打吡大賽優先出賽權，唯一賽事就是在約四星期前舉行只限四歲馬匹參加的表列賽香港經典盃，此賽於1980至1981年度馬季以香港打吡預賽名義首次舉辦，並在2000至2001年度馬季改名為香港經典一哩賽。到2006年，以香港打吡預賽名義復辦，並在2011年改名為香港經典盃。在香港經典盃中跑獲首3名的馬匹，均有在香港打吡大賽中的優先出賽權。
| 賽事名稱   | 級別 | 馬場     | 路程      | 要求名次  |
| ---------- | ---- | -------- | --------- | --------- |
| 香港經典盃 | L    | 沙田馬場 | 草地1800m | 首3名以内 |

至於其他馬匹，則按照其在其他普通賽事以及其他分級賽的表現，並由香港賽馬會進行評估。馬會亦舉辦僅限四歲馬或三歲及四歲馬之讓賽及定磅賽，一度停辦，但於2022至2023年度馬季重新復辦。香港打吡大賽的報名分為三階段。第一階段報名會跟香港經典一哩賽報名同時截止，其後會再有兩階段報名。在第三階段報名完結以後，香港賽馬會會對在報名名單上的馬匹進行評估，並以馬匹香港評分、國際評分及表現來決定出賽馬匹名單。通常而言，香港賽馬會會以報名名單上馬匹的香港評分進行排序，並選擇排名在第1至14位的馬匹作為出賽馬匹，同時會安排在第14位以後的數匹馬匹作為後補馬匹。而出賽馬匹及優先出賽次序，則會由香港賽馬會在香港打吡大賽舉行前兩星期，透過記者會公佈。

### 香港打吡大使

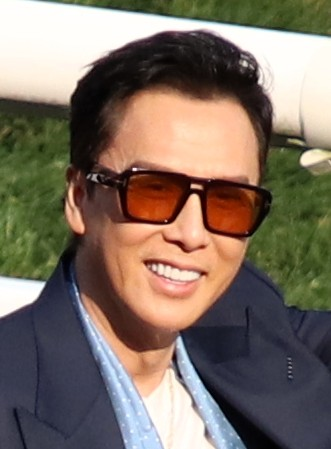
2025年3月23日，甄子丹以「寶馬香港打吡大使」身分於沙田馬場出席香港打吡大賽2025賽馬日

自2012至2013年度馬季起，香港打吡大賽由寶馬汽車冠名贊助。由該馬季開始，香港賽馬會並邀得香港著名影視明星甄子丹擔任「寶馬香港打吡大使」，負責宣傳香港打吡大賽、介紹參賽馬匹，以及頒獎予賽事勝出單位。

## 歷史

### 早年歷史
香港打吡大賽於1873年開始創辦，是香港其中一項歷史最悠久的賽馬錦標，還要比於1884年才成立的香港賽馬會早11年舉辦。首屆香港打吡賽事於1873年2月20日假跑馬地馬場舉行:130，路程跟隨英國葉森打吡的傳統，是1哩4浪（2414米），冠軍是Surprise，當時未有中文譯名。
1932年，隨著馬會開始引進澳洲的小馬，由於馬匹品種有差異，導致馬匹水平亦有所不同，所以分為中國小馬及澳洲馬匹角逐兩項不同的打吡賽事，中國小馬所角逐的是香港打吡，而是由澳洲所生產的小馬則角逐樂蒂山打吡（Rooty-Hill Derby）。

### 戰後時期
1942年，香港進入日治時期，香港打吡大賽因而停辦，至戰後1947年才恢復，自此以後，所有參賽馬匹開始有中文譯名，而打吡也回復只有一項賽事。香港打吡的路程亦經歷多番轉變，1960年及1961年改為1哩365碼，自1962年起改為1又1/4哩，1967年改為1哩171碼。1973年香港賽馬距離改用公制，路程改為2230米，1977年將路程縮短為1800米。1979年起，打吡改為在當時新落成的沙田馬場舉行，路程仍然是1800米，在城門河畔的分支直路上起步，只轉彎1次。1991/1992年度馬季，馬會引入分級賽制度，成為香港一級賽。2000年，因應世界錦標巡迴賽設立，為增加打吡大賽馬匹冠軍認受性以及配合2項在香港舉行的巡迴賽事（香港盃及女皇盃），馬會將路程增至2000米。

### 有趣資料
多匹著名馬匹曾經勝出香港打吡大賽，例如1930年代曾於跑馬地馬場連續勝出23場賽事的馬王自由灣（Liberty Bay），其首場參與的賽事正是於1932年2月22日舉行、途程1.5哩（2400米）的1932年度香港打吡大賽，並在騎師希路（W. Hill）策騎下以兩個馬位之差擊敗「野性」（Wild Life）奪冠，在港首次出賽即取得勝利。
1971年10月1日，香港賽馬職業化後，曾有15匹打吡冠軍當選當屆香港馬王，包括1978年的奪錦、1982年的足球、1983年的同德、1986年的你知幾時、1991年的翠河、1993年的喜蓮之星、1995年的有性格、1997年的奔騰、2005年的爪皇凌雨、2006年的爆冷、2011年的雄心威龍、2014年的威爾頓、2016年的明月千里、2017年的佳龍駒和2020年的金鎗六十。
約翰摩亞共贏得七屆打吡冠軍，是奪標最多的練馬師，而告東尼從騎時贏得四屆打吡冠軍，是奪標最多的騎師，改任練馬師後亦憑幸運馬主在2004年首次贏得打吡冠軍。鄭棣池亦分別任騎師（兩屆）及練馬師（兩屆）先後贏得打吡冠軍。佐治摩亞及摩加利父子兵合作贏得兩屆打吡冠軍，2006年，約翰摩亞憑爆冷再次奪標，三父子先後同科。鄭棣池的公子鄭仲謀亦憑你知幾時在1986年贏得打吡冠軍，而告東尼的父親告魯士曾於1965年憑叻馬贏得唯一一次的打吡冠軍。
1999年的賽事中，創下了最冷門三重彩派彩記錄（紀錄在2008年12月6日第十場賽事打破，但仍是香港分級賽的紀錄），冠軍聖利是99倍的冷門，獨贏派彩1839元、而第二名的春風得意同樣是99倍的冷門，連贏派彩18872.5（同樣是當時的香港紀錄），第三名是必全勝，三重彩派彩高達499350元。
香港打吡大賽於2004年至2012年獲得汽車製造商Mercedes-Benz的贊助。2004年，香港賽馬會設計了吉祥物《打吡一哥》加強賽事宣傳效果，吉祥物於更換贊助商後停用。
2003年，勝威旺成為首匹在改制後贏得打吡大賽的雌馬。第一匹職業化後贏出雌馬是1976年的確叻。
自2006年起，香港四歲馬經典賽事系列賽事增至三場。2007年俊歡騰在打吡大賽前贏得經典一哩賽及打吡預賽，賽事當日到達終點線前被活力金剛挑戰，經影相判斷後，活力金剛以鼻位擊敗俊歡騰，俊歡騰飲恨未能成為贏出四歲馬三場系列賽的賽駒，直到2017年由佳龍駒順利贏出三場四歲馬系列賽。馬會以及部份媒體均形容為「四歲馬三冠」。另一匹包辦香港四歲系列賽的賽駒還有2020年的金鎗六十。
2012年甜橙及續領風騷雖各自拿下香港經典一哩賽及香港經典盃，但打吡大賽當日分別被約翰摩亞馬房的馬海戰術及慢步速所牽制，後段力衝卻姍姍來遲，飲恨四歲馬冠軍榮譽。但是甜橙及續領風騷於愛彼女皇盃當日被看好，且能交出比後駒更佳的衝刺，分別得季軍及殿軍。
受惠於1981年賽事改制，第一代「爆冷」曾角逐1980年及1981年的香港打吡大賽，連同第二代「爆冷」於2006年的勝仗，兩匹「爆冷」共角逐3屆打吡。
香港打吡大賽一向由洋將壟斷坐騎及賽果。自1986年華將鄭仲謀憑你知幾時勝出打吡後（馬主為非華裔），便有逾30年未有華將勝出，更自1971年香港職業賽馬後，未曾有「全華班」組合（即騎師、練馬師、馬主皆為香港人的組合）勝出香港寶馬打吡大賽，甚至其他四歲馬經典賽事系列賽事。直至2020年，該屆打吡由金鎗六十勝出此項賽事及四歲系列賽事，而於該駒所有四歲系列賽事中的主策騎師何澤堯、練馬師呂健威、以及馬主陳家樑皆為香港人，成為自1971年香港職業賽馬後，史上首個「全華班」組合勝出香港寶馬打吡大賽及所有四歲系列賽事，而騎師何澤堯亦成為30多年來首位勝出此項賽事的華將，以及史上首位勝出所有四歲系列賽事的華將，打破洋將壟斷打吡冠軍坐騎策騎權及賽果的局面。
1971年10月1日，香港賽馬職業化後，共有七匹打吡冠軍，是在勝出打吡前未曾於香港贏馬的「處女馬」，包括：1978年的奪錦、1981年的金電勝、1982年的足球、1984年的老虎仔、1987年的新兩心知、1990年的有料到，以及2025年的百賀飛駒。當中只有「奪錦」及「百賀飛駒」兩駒，是連同來港服役前的海外賽績均未曾贏馬，直至打吡才開齋取得首勝。
此賽事曾是全球最高獎金限定四歲馬賽事，但由2019年開始，澳洲新南威爾斯賽馬會在玫瑰崗馬場舉辦金鷹錦標，總獎金達750萬澳元，超越了香港打吡大賽的總獎金。

## 歷屆冠軍（1972年起）

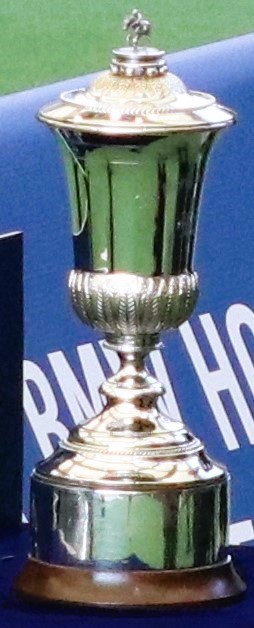
香港打吡大賽獎盃

- 只列出1971/1972年度馬季起，香港賽馬職業化後舉行的香港打吡大賽冠軍。

### 跑馬地馬場
| 年度      | 比賽日期   | 勝出馬匹 | 騎師   | 練馬師   | 馬主          | 途程 (米) | 時間    |
| --------- | ---------- | -------- | ------ | -------- | ------------- | --------- | ------- |
| 1971/1972 | 22/01/1972 | 獲得好   | 鄭棣池 | 蘇芬諾夫 | Chan Wai Kam  | 1800      | 1:50.30 |
| 1972/1973 | 13/01/1973 | 根州童   | 嘉華達 | 布朗     | T C Yuen      | 2230      | 2:24.30 |
| 1973/1974 | 05/01/1974 | 福馬     | 鄭棣池 | 米曲凡里 | 滙豐團體      | 2230      | 2:21.40 |
| 1974/1975 | 18/01/1975 | 氣功     | 魏德禮 | 布朗     | John C.P. Koo | 2230      | 2:24.10 |
| 1975/1976 | 17/01/1976 | 確叻     | 畢奇   | 沈保     | 施偉賢        | 2230      | 2:24.60 |
| 1976/1977 | 21/02/1977 | 大公爵   | 魏德禮 | 朱寶明   | 李伯煊        | 1800      | 1:50.80 |
| 1977/1978 | 22/04/1978 | 奪錦     | 馬彼得 | 譚文居   | 謝啟鑄        | 1800      | 1:53.30 |

### 沙田馬場
| 年度      | 勝出馬匹 | 騎師   | 練馬師   | 馬主                                          | 途程 (米) | 時間    |
| --------- | -------- | ------ | -------- | --------------------------------------------- | --------- | ------- |
| 1978/1979 | 大成功   | 朴仕能 | 蘇芬諾夫 | 梁適華                                        | 1800      | 1:47.50 |
| 1979/1980 | 嘉瑞     | 摩加利 | 佐治摩亞 | 李頌清與馮瑩璋（Li & Fenton）                 | 1800      | 1:47.90 |
| 1980/1981 | 金電勝   | 摩加利 | 佐治摩亞 | 曾建平                                        | 1800      | 1:47.60 |
| 1981/1982 | 足球     | 繆沙   | 鄭棣池   | 劉耀柱                                        | 1800      | 1:49.80 |
| 1982/1983 | 同德     | 告東尼 | 王登平   | 崔德剛與崔德宣                                | 1800      | 1:54.00 |
| 1983/1984 | 老虎仔   | 畢奇   | 鄭棣池   | 施翊民                                        | 1800      | 1:51.00 |
| 1984/1985 | 金中金   | 劉伯恩 | 簡炳墀   | 盧時權                                        | 1800      | 1:50.10 |
| 1985/1986 | 你知幾時 | 鄭仲謀 | 簡炳墀   | D C da Silva                                  | 1800      | 1:49.20 |
| 1986/1987 | 新兩心知 | 告東尼 | 吳志林   | 李醒發                                        | 1800      | 1:49.10 |
| 1987/1988 | 青城     | 告東尼 | 朱寶明   | 梁超麟與伍子材                                | 1800      | 1:48.20 |
| 1988/1989 | 威利高   | 雷誠   | 簡炳墀   | 馬熙仁                                        | 1800      | 1:47.70 |
| 1989/1990 | 有料到   | 費柏龍 | 伍碧權   | 雷治強                                        | 1800      | 1:53.20 |
| 1990/1991 | 翠河     | 馬泰斯 | 許怡     | 張奧偉與夏佳理                                | 1800      | 1:48.10 |
| 1991/1992 | 生圖     | 靳能   | 簡炳墀   | 譚榮芬                                        | 1800      | 1:48.40 |
| 1992/1993 | 喜蓮之星 | 李格力 | 賓康     | 胡寶星夫婦與張惠慶                            | 1800      | 1:48.00 |
| 1993/1994 | 一定威   | 巫斯義 | 方祿麟   | 何壽南                                        | 1800      | 1:49.50 |
| 1994/1995 | 有性格   | 告東尼 | 約翰摩亞 | 黃榮柏                                        | 1800      | 1:49.50 |
| 1995/1996 | 先見之明 | 靳能   | 岳敦     | 簡文樂                                        | 1800      | 1:49.30 |
| 1996/1997 | 奔騰     | 馬佳善 | 愛倫     | 榮智健                                        | 1800      | 1:47.60 |
| 1997/1998 | 告魯夫   | 李格力 | 賓康     | 梁挺生                                        | 1800      | 1:47.70 |
| 1998/1999 | 聖利     | 夏力信 | 愛倫     | 郭彰國夫婦                                    | 1800      | 1:47.10 |
| 1999/2000 | 勝利名駒 | 霍達   | 苗禮德   | 雷霆、劉志華與李義隆                          | 2000      | 2:03.30 |
| 2000/2001 | 實業先鋒 | 巫斯義 | 簡炳墀   | 胡斯諾、顏鏡興、鄧英漢與江紹智                | 2000      | 2:03.10 |
| 2001/2002 | 奧運精神 | 馬偉昌 | 愛倫     | 榮智健                                        | 2000      | 2:05.10 |
| 2002/2003 | 勝威旺   | 巫斯義 | 大衛希斯 | 蔡惠宏醫生夫婦                                | 2000      | 2:03.60 |
| 2003/2004 | 幸運馬主 | 高雅志 | 告東尼   | 梁啟徽夫婦                                    | 2000      | 2:02.60 |
| 2004/2005 | 爪皇凌雨 | 杜鵬志 | 霍利時   | 周南與周漢文                                  | 2000      | 2:04.30 |
| 2005/2006 | 爆冷     | 蘇銘倫 | 約翰摩亞 | 何鴻燊                                        | 2000      | 2:04.60 |
| 2006/2007 | 活力金剛 | 柏寶   | 蘇保羅   | 莊文龍                                        | 2000      | 2:02.90 |
| 2007/2008 | 喜蓮福星 | 高雅志 | 告東尼   | 胡家驊、胡家驄、胡家驃與胡家雯                | 2000      | 2:01.30 |
| 2008/2009 | 閒話一句 | 白德民 | 約翰摩亞 | 07/08約翰摩亞練馬師賽馬團體（黃良柏與合夥人） | 2000      | 2:02.50 |
| 2009/2010 | 極品絲綢 | 韋達   | 方嘉柏   | Ranjan Tikam Mahtani                          | 2000      | 2:03.59 |
| 2010/2011 | 雄心威龍 | 紀仁安 | 苗禮德   | 林培雄                                        | 2000      | 2:01.50 |
| 2011/2012 | 陽明飛飛 | 韋達   | 蔡約翰   | 黃僑福夫婦                                    | 2000      | 2:04.41 |
| 2012/2013 | 事事為王 | 韋達   | 高伯新   | 潘蘇通                                        | 2000      | 2:01.84 |
| 2013/2014 | 威爾頓   | 貝湯美 | 約翰摩亞 | 鄭強輝                                        | 2000      | 2:02.04 |
| 2014/2015 | 戰利品   | 潘頓   | 蔡約翰   | 霍廣行                                        | 2000      | 2:01.28 |
| 2015/2016 | 明月千里 | 布文   | 約翰摩亞 | 程凱信                                        | 2000      | 2:01.76 |
| 2016/2017 | 佳龍駒   | 莫雷拉 | 約翰摩亞 | 洪祖杭                                        | 2000      | 2:02.88 |
| 2017/2018 | 平海福星 | 莫雅   | 蔡約翰   | 曾勝利                                        | 2000      | 2:01.18 |
| 2018/2019 | 添滿意   | 布文   | 羅富全   | 李湘舟                                        | 2000      | 2:01.30 |
| 2019/2020 | 金鎗六十 | 何澤堯 | 呂健威   | 陳家樑                                        | 2000      | 2:00.15 |
| 2020/2021 | 達心星   | 莫雷拉 | 方嘉柏   | 關敏恒                                        | 2000      | 2:01.32 |
| 2021/2022 | 漫勇士   | 田泰安 | 沈集成   | 劉栢輝                                        | 2000      | 2:00.23 |
| 2022/2023 | 遨遊氣泡 | 巴度   | 姚本輝   | 日月輝煌賽馬團體（程志輝與合夥人）            | 2000      | 2:02.78 |
| 2023/2024 | 大至尊   | 潘頓   | 葉楚航   | 陳金雄                                        | 2000      | 1:59.85 |
| 2024/2025 | 百賀飛駒 | 韋紀力 | 呂健威   | 羅琪茵                                        | 2000      | 2:00.67 |

## 與外地打吡大賽的分別
香港打吡大賽是由4歲馬匹競逐2000米，與外地傳統由3歲馬競逐一哩半（2400米）不同，礙於香港不是產馬地區，大部分馬匹在3歲才運到香港，如果要參加打吡，準備時間會不足，加上南、北半球馬的年齡計算有半年的差別，因此香港賽馬會把香港打吡大賽的參賽馬匹年齡定位為4歲。因此以4歲馬作為限制（同樣地不是育馬地區的澳門的澳門打吡及新加坡的新加坡打比也是以4歲馬限定作為出賽條件）。

## 備註
1. ↑  南半球馬匹的年齡於8月1日加1歲，南美洲馬匹於7月1日加1歲，北半球馬匹則於1月1日加1歲。

## 外部連結
- 官方网站（繁體中文）